# Банка (Васлуј)
Банка (рум. Banca) насеље је у Румунији у округу Васлуј у општини Банка. Oпштина се налази на надморској висини од 182 m.

## Становништво
Према подацима из 2002. године у насељу је живело 5608 становника, од којих су сви румунске националности.

### Хронологија
| Година       | 1992 | 1993 | 1994 | 1995 | 1996 | 1997 | 1998 | 1999 | 2000 | 2001 | 2002 | 2003 | 2004 | 2005 | 2006 | 2007 | 2008 | 2009 | 2010 | 2011 | 2012 | 2013 | 2014 | 2015 | 2016 | 2017 |
| ------------ | ---- | ---- | ---- | ---- | ---- | ---- | ---- | ---- | ---- | ---- | ---- | ---- | ---- | ---- | ---- | ---- | ---- | ---- | ---- | ---- | ---- | ---- | ---- | ---- | ---- | ---- |
| Становништво | 5892 | 5837 | 5790 | 5721 | 5851 | 5835 | 5890 | 5893 | 5986 | 5991 | 5965 | 5944 | 5916 | 5918 | 5921 | 5910 | 5957 | 5934 | 5920 | 5881 | 5887 | 5864 | 5861 | 5846 | 5830 | 5772 |